# 암파와군

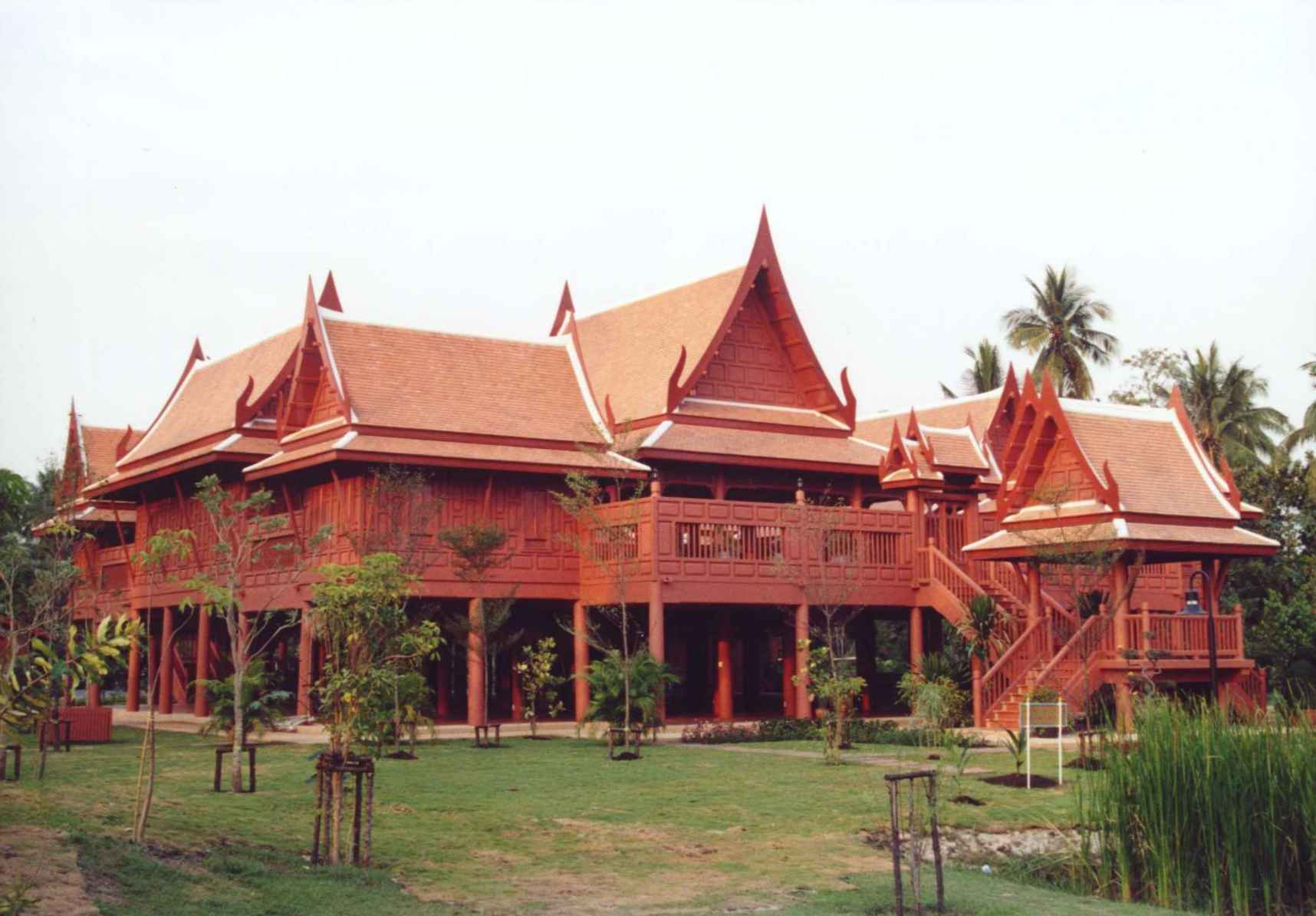

암파와군은 사뭇송크람주의 행정 구역이다. 이 지역의 총 인구 수는 2017년 기준으로 55,602명이다. 인구 밀도는 326.68km2이다.

## 행정 구역
1. ↑  “Population statistics 2017”. Department of Provincial Administration. 2018년 4월 5일에 원본 문서에서 보존된 문서. 2018년 4월 5일에 확인함.